# ТМ-1-14
ТМ-1-14 (от транспортер морской типа 1 калибра 14 дюймов) — советская сверхтяжёлая железнодорожная артиллерийская система, разработанная для решения задач береговой обороны на основе орудия калибра 356-мм от линейного крейсера «Измаил».

## История создания
Инициатива создания орудия принадлежит А. Г. Дукельскому, который обратился в Артиллерийское управление ВМФ с предложением использовать для создания подвижных батарей береговой обороны имеющиеся на складах 14-дюймовые морские орудия и качающиеся части от башенных установок. К моменту начала проектирования на хранении находилось 16 пушек, первоначально предназначавшихся для заложенных в декабре 1912 года в Петербурге четырёх линейных крейсеров типа «Измаил».
К марту 1931 года был разработан технический проект установки, получившей обозначение ТМ-1-14, в апреле того же года проект был утвержден Реввоенсоветом. Первая установка была готова в мае 1932 года. К концу года были закончены ещё 5 орудий.

## Организационная структура
Артиллерия береговой обороны, вооруженная установками ТМ-1-14, действовала батареями 3-х орудийного состава. Помимо артиллерийского транспортера, в состав каждой батареи входили вагоны для силовых станций, компрессорных станций, вагоны-погреба для боеприпасов, вагон центрального поста, вагон-штаб, вагон-кухня, вагоны для личного состава.
Управление огнём обеспечивалось как прицельной, так и центральной наводкой с помощью ПУС, что позволяло эффективно поражать видимые и невидимые цели, которые могли передвигаться со скоростями вплоть до 60 узлов (110 км/ч).
Личный состав батареи — 331 человек, включая 16 командиров.

## Боевое применение
В ВМФ СССР к началу Великой Отечественной войны имелось две трёхорудийные батареи: номер 6 на Дальнем Востоке и номер 11 на южном побережье Финского залива. 
11-я батарея в феврале 1942 года вошла в состав только что созданной 101-й морской железнодорожной артиллерийской бригады. 6-я батарея в течение всей войны не принимала непосредственного участия в боевых действиях, в то же время 11-я батарея активно использовалась при обороне Ленинграда, ведя контрбатарейную борьбу и обстреливая районы сосредоточения немецко-фашистских войск.
Все шесть железнодорожных установок были сняты с вооружения в 1952 году.